# Force India VJM08
Force India VJM08 - гоночный автомобиль команды Force India, который команда будет использовать в сезоне-2015.

## История
Болид был представлен на презентации в Мехико в музее Сомайя  21 января 2015 года. Хотя Force India первой представила машину на 2015 сезон, команда также решила, что будет использовать до первых дней тестов Хересе прошлогоднюю машину. Задержка объясняется тем, что команда переехала в аэродинамическую трубу Toyota в Кёльне, Германия. Новая труба позволит обдувать модель в 60% натуральной величины, тогда как старая позволяла это делать только с моделями в 50%.

## Результаты в чемпионате мира Формулы-1
| Легенда к таблице |                                                                    |
| --- | ------------------------------------------------------------------ |
| В таблице перечислены результаты всех Гран-при Формулы-1, в которых использовался автомобиль. Строками таблицы являются сезоны, столбцами — этапы чемпионата мира. В каждой клетке указаны сокращённое название этапа и результат, дополнительно обозначенный цветом. Расшифровка обозначений и цветов представлена в нижеследующей таблице. |                                                                    |
| \| Пример \| Описание \| \| ------------ \| ------------------------------------------------------------------ \| \| 1 \| Победитель \| \| 2 \| Второе место \| \| 3 \| Третье место \| \| 5 \| Финишировал, заработав очки \| \| Сход \| Не финишировал, но при этом заработал очки \| \| 12 \| Финишировал, не получив очков \| \| НКЛ \| Финишировал, но не попал в финальную классификацию \| \| 15 \| Участвовал вне зачёта, либо по отдельной классификации \| \| 18 \| Не финишировал, но попал в финальную классификацию \| \| Сход \| Не финишировал \| \| НКВ \| Не прошёл квалификацию \| \| НПКВ \| Не прошёл предквалификацию \| \| ДСК \| Дисквалифицирован \| \| ИСК \| Исключён из протокола соревнований \| \| ТТ \| Заявлен для участия только в тренировках \| \| НС \| Участвовал в квалификации, но не стартовал в гонке \| \| Т \| Травмирован или болен \| \| ОТК \| Отказ от участия \| \| НТР \| Прибыл на соревнования, но на трассу не выезжал \| \| НПР \| Был заявлен в числе участников, но не прибыл к началу соревнований \| \| О \| Соревнования отменены \| \| \| Не участвовал \| \| Поул-позиция \| \| \| Быстрый круг \| \| |                                                                    |
| Пример | Описание                                                           |
| 1 | Победитель                                                         |
| 2 | Второе место                                                       |
| 3 | Третье место                                                       |
| 5 | Финишировал, заработав очки                                        |
| Сход | Не финишировал, но при этом заработал очки                         |
| 12 | Финишировал, не получив очков                                      |
| НКЛ | Финишировал, но не попал в финальную классификацию                 |
| 15 | Участвовал вне зачёта, либо по отдельной классификации             |
| 18 | Не финишировал, но попал в финальную классификацию                 |
| Сход | Не финишировал                                                     |
| НКВ | Не прошёл квалификацию                                             |
| НПКВ | Не прошёл предквалификацию                                         |
| ДСК | Дисквалифицирован                                                  |
| ИСК | Исключён из протокола соревнований                                 |
| ТТ | Заявлен для участия только в тренировках                           |
| НС | Участвовал в квалификации, но не стартовал в гонке                 |
| Т | Травмирован или болен                                              |
| ОТК | Отказ от участия                                                   |
| НТР | Прибыл на соревнования, но на трассу не выезжал                    |
| НПР | Был заявлен в числе участников, но не прибыл к началу соревнований |
| О | Соревнования отменены                                              |
| | Не участвовал                                                      |
| Поул-позиция |                                                                    |
| Быстрый круг |                                                                    |

| Год  | Команда                    | Двигатель                            | Ш | Пилоты           | 1   | 2   | 3    | 4   | 5   | 6   | 7   | 8   | 9   | 10   | 11  | 12  | 13   | 14  | 15   | 16   | 17  | 18  | 19  | Место | Очки |
| ---- | -------------------------- | ------------------------------------ | - | ---------------- | --- | --- | ---- | --- | --- | --- | --- | --- | --- | ---- | --- | --- | ---- | --- | ---- | ---- | --- | --- | --- | ----- | ---- |
| 2015 | Sahara Force India F1 Team | Mercedes PU106B Hybrid Hybrid 1,6 V6 | P |                  | АВС | МАЛ | КИТ  | БАХ | ИСП | МОН | КАН | АВТ | ВЕЛ | ВЕН  | БЕЛ | ИТА | СИН  | ЯПО | РОС  | США  | МЕК | БРА | АБУ | 5     | 136  |
| 2015 | Sahara Force India F1 Team | Mercedes PU106B Hybrid Hybrid 1,6 V6 | P | Серхио Перес     | 10  | 13  | 11   | 8   | 13  | 7   | 11  | 9   | 9   | Сход | 5   | 6   | 7    | 12  | 3    | 5    | 8   | 12  | 5   | 5     | 136  |
| 2015 | Sahara Force India F1 Team | Mercedes PU106B Hybrid Hybrid 1,6 V6 | P | Нико Хюлькенберг | 7   | 14  | Сход | 13  | 15  | 11  | 8   | 6   | 7   | Сход | НС  | 7   | Сход | 6   | Сход | Сход | 7   | 6   | 7   | 5     | 136  |